# Jerk (musikgrupp)
Jerk var ett industrial metal/nu metal-band från Sydney, som var aktivt mellan åren 1998 och 2004. Under sin karriär har bandet släppt en EP (2001) och deras första och enda album When Pure Is Defiled år 2003, detta år gjorde bandet även en första nationell turné och blev förband till Marilyn Manson, Insane Clown Posse, Killing Joke och Disturbed. Deras låt Sucked In är med som soundtrack i tv-spelet Need for Speed Underground.

## Medlemmar
Senaste medlemmar
- Mario Spate – sång
- Lamar Lowder – trummor
- Charles Cilia – gitarr
- Leeno Dee – basgitarr

Tidigare medlemmar
- Johnathan Devoy – gitarr, sång
- Mick "The Lip" – sång

## Diskografi
EP
- Jerk (2001)

Studioalbum
- When Pure Is Defiled (2003)